# Distretto di Aco (Ancash)
Il distretto di Aco è un distretto del Perù nella provincia di Corongo (regione di Ancash) con 543 abitanti al censimento 2007 dei quali 284 urbani e 259 rurali.
È stato istituito il 9 maggio 1923.